# Copelatus crassus
Copelatus crassus är en skalbaggsart som beskrevs av Régimbart 1895. Copelatus crassus ingår i släktet Copelatus och familjen dykare. Inga underarter finns listade i Catalogue of Life.